# Bruno Castellucci
Bruno Castellucci (1944, Châtelet) is een Belgische drummer van Italiaanse ouders.
Als autodidact werkte hij aan het begin van de zestiger jaren met Belgische Jazzmusici als René Thomas, Bobby Jaspar, Jacques Pelzer en Francy Boland en kreeg in 1962 de 1e Prijs voor slagwerk bij het "Adolphe-Sax-Jazzfestival" in Dinant.
In 1963 werd hij lid van het kwintet van Alex Scorier. Bekend werd hij door de samenwerking met Marc Moulin en later met Toots Thielemans en Fender Rhodes-pianist Rob Franken. Met deze laatsten werkte hij vanaf 1974 intensief samen bij concerten en platenopnames. Tussen 1974 en 1980 was hij bovendien ook muzikant van het Jazzorkest van de BRT.
Tussen 1977 en 1979 was hij lid van de band van Jan Akkerman. Sinds 1980 is hij de drummer in de bigband van Peter Herbolzheimer. Daarnaast werkt hij met de bigband van Bob Mintzer en het Count Basie Orchestra.
Castellucci leidde in de tachtiger jaren een kwartet met Peter Tiehuis, Michel Herr en Michel Hatzigeorgiou, met wie hij het album Bim Bim (1989) opnam.
Verder werkte Castellucci met muzikanten als Benny Carter, Charlie Mariano, Airto Moreira, Clark Terry, Joe Zawinul, Chet Baker, Freddie Hubbard, Lee Konitz, Jaco Pastorius, Quincy Jones, Chaka Khan, Dianne Reeves, Bill Frisell en groepen als Fabien Degryse Trio, Paolo Radoni's Tribe en Paolo Loveri Trio. In zijn jonge jaren speelde hij samen met Eric Legnini, Judy Niemack, Richard Galliano, Ivan Paduart, Philip Catherine, Joachim Kühn, Anne Ducros, Gordon Beck en Heinz von Hermann.
Tussen 1985 en 1988 gaf hij les aan het Conservatorium van Rotterdam. Daarnaast geeft hij sinds 1986 les aan de Brusselse Muziekacademie en sinds 1998 aan het Conservatorium van Brussel. In 2010 richtte hij de Drums High School of Brussels op, samen met Gauthier Lisein (Zap Mama en N'Faly Kouyaté) en Toto Poznantek (James Brown). Verder geeft Castellucci workshops in vele landen van Europa, Noord-Afrika, Japan, Canada en de Verenigde Staten.